# Janelle Mae Frayna
Janelle Mae Frayna (Legazpi, 19 maggio 1996) è una scacchista filippina.
Ha ottenuto il titolo di Grande maestro femminile nel 2017, prima scacchista delle Filippine ad ottenere tale titolo.

## Principali risultati
Tre volte vincitrice del Campionato filippino femminile (2013, 2016 e 2021). Nel 2014 ha partecipato al campionato filippino assoluto, qualificandosi al 6º posto.
Con la nazionale femminile delle Filippine ha partecipato alle olimpiadi degli scacchi di Istanbul 2012 e Tromsø 2014, ottenendo complessivamente il 56,8% dei punti.
Nel 2021 è stata scelta dalla Federazione scacchistica delle Filippine come una delle 39 wild card concesse dalla FIDE per partecipare alla Coppa del Mondo femminile del 2021 a Soči in Russia, dove ha perso nel primo turno 1,5-2,5 contro la cinese Hoang Thanh Trang.
Nel maggio 2022 ha preso parte ad Hanoi ai Giochi del Sudest Asiatico (SEA Games), dove ha vinto due medaglie di bronzo, una per il torneo rapid femminile e una per il torneo blitz femminile.